# Rodrigo Blanco Calderón
Rodrigo Blanco Calderón (Caracas, 1981) es un escritor venezolano.

## Biografía

### Inicios
Blanco Calderón es Licenciado en Letras y Magíster en Estudios Literarios por la Universidad Central de Venezuela, donde se desempeñó como profesor de Teoría Literaria en la Escuela de Letras. Fue investigador en la Universidad París XIII donde se dedicó tres años al estudio  de la obra del escritor Juan Carlos Méndez Guédez.  

### Carrera literaria
Ha publicado varias colecciones de historias, entre las que se encuentran Una larga fila de hombres, Los invencibles, Las rayas y Los terneros. Su antología de cuentos Los terneros fue traducida al inglés como Sacrifices: Stories, en 2022.
En 2007 fue incluido en la lista Bogotá39, que se encarga de destacar a los mejores escritores jóvenes de Latinoamérica. Una traducción de su relato Payaso (Clown) aparece en la antología Crude Words: Contemporary Writing from Venezuela (Editorial Ragpicker, 2016). 
En 2016 publicó su primera novela, titulada The Night, donde relata la crisis de su país natal,y que en 2019 ganó el Premio de la III Bienal de Novela Mario Vargas Llosa.Su novela The Night, ha sido traducida al inglés, al francés, al checo y al neerlandés. La traducción al inglés de The Night fue considerada como uno de los 10 mejores libros de 2022 por la Southwest Review.
En 2021 publica su segunda novela, Simpatía, que ha sido traducida al francés y al inglés. 
En 2023 recibió el Premio O. Henry por su cuento The Mad people of Paris, que fue publicado en el número 107.2 de la Southest Review, en el verano de 2022.
Su novela Simpatía fue parte de la longlist del Premio International Booker 2024.

## Obra

### Novelas
- 2016: The Night
- 2021: Simpatía

### Cuentos
- 2005: Una larga fila de hombres
- 2007: Los invencibles
- 2011: Las rayas
- 2018: Los terneros
- 2018: Emuntorios
- 2025: Venecos

## Premios y reconocimientos
- 2024 - Longlist del Premio International Booker por Simpatía
- 2023 - Premio O. Henry
- 2019 - Premio Bienal de Novela Mario Vargas Llosa por The Night
- 2018 - Premio de la Crítica 2016-2017 por The Night
- 2017 - Finalista del V Premio Narrativa Breve Ribera del Duero por Los terneros
- 2016 - Prix Rive Gauche à Paris du Livre Étranger por The Night
- 2007 - LXI Concurso Anual de Cuentos del diario El Nacional por Los golpes de la vida
- 2006 - Mención honorífica en cuento del Premio Municipal de Literatura de Caracas por el libro Una larga fila de hombres.[12]
- 2005 - Premio en el concurso de autores inéditos de la editorial Monte Ávila por Una larga fila de hombres.